# 漚客
漚客（台羅：àu-kheh）或拗客、朽客、傻嗶、落智、奧客（朽木，台語音ㄠˋㄔㄚˊ，出處，彙音寶鑑423頁），為台語用語，也常訛寫作擬台語讀音國語擬音詞奧客、澳客、凹客等，粵語中則稱為刁客、閪客、西客、凸客，是指惡劣的顧客。服務業普遍奉行「顧客至上」服務原則，但部份顧客會濫用權利，對服務員提出無理要求、投訴、於店內行為不檢。具有人身攻擊之貶意。

## 漚客行為
常見的漚客行為有：
- 順手牽羊：如在旅館隨意取走房間內的物品[3]，或搜刮飛機餐中的不銹鋼餐具[4] ，或是蓄意破壞。
- 借酒裝瘋：常見於食肆、飛機，借喝醉酒對服務員出言不遜、騷擾其他客人、甚至性騷擾服務員等。[5]
- 出口成髒[6]。
- 為個人享受罔顧公德及安全：如於禁止吸煙的場所吸煙。[7][8]
- 諸多挑剔：如不斷投訴食品質素要求更換，多次退換自己不喜歡但品質沒有問題的貨品等。
- 濫用退換貨權利。
- 交易不付錢。

## 客服人員的應對
- 服務業前線人員由於怕被投訴而遭受處分或解僱，往往會啞忍，而上司又未必能妥善處理，一些商店東主又怕影響生意而忍受他們，助長了漚客這些行為，增加服務業者的壓力。但有些上司或老闆則支持前線人員，甚至親自出面處理。
- 如果業績貢獻度足夠，有時也會對漚客提供適當的服務。[9]

## 相關書籍
- 《消失吧奧客：打通客服關節60 招》 ISBN 986-157-354-2
- 《奧客不擋路》 ISBN 986-417-702-8